# دیوید بیرن (بازیکن فوتبال، زاده ۱۹۶۱)
دیوید بیرن (انگلیسی: David Byrne؛ زادهٔ ۵ مارس ۱۹۶۱) بازیکن فوتبال اهل بریتانیا است.
از باشگاه‌هایی که در آن بازی کرده‌است می‌توان به باشگاه فوتبال کمبریج یونایتد، باشگاه فوتبال بلکبرن روورز، باشگاه فوتبال فولام، باشگاه فوتبال شامروک روورز، باشگاه فوتبال سنت میرن، باشگاه فوتبال ایر یونایتد، باشگاه فوتبال گیلینگام، باشگاه فوتبال تاتنهام هاتسپر، باشگاه فوتبال ردینگ، باشگاه فوتبال بریستول راورز، باشگاه فوتبال سنت جانستون، باشگاه فوتبال میلوال، باشگاه فوتبال پلیموث آرگیل، باشگاه فوتبال واتفورد، باشگاه فوتبال کینگستونیان، باشگاه فوتبال پاتریک تیسل، و باشگاه فوتبال والسال اشاره کرد.